# Бушар IV де Монморанси
Бушар IV де Монморанси (фр. Bouchard IV de Montmorency; ум. после 1124) — сеньор де Монморанси, д'Экуан, де Марли, де Фейярд, де Сен-Брис, д'Эпине-сюр-Сен, де Конфлан-Сент-Онорин, д'Аттиши, д'Эрувиль.

## Биография
Сын кравчего Франции Эрве де Монморанси.
Первым браком женился на Агнесе, дочери графа Ива II де Бомона. В приданое за женой получил Конфлан-Сент-Онорин, считавшийся первым фьефом Парижского епископа. Благодаря этому сеньоры Монморанси впоследствии  занимали первое место на церемонии интронизации епископа, и получили первый ранг среди его вассалов. Поскольку сами епископы держали фьеф Конфлан-Сент-Онорин от французской короны, со временем Монморанси стали называть себя «первыми баронами Франции» (Иль-де-Франса).
В середине 1080-х между Бушаром и его шурином Матье I, графом де Бомон-сюр-Уаз и наследником Ива II, произошла война из-за Бомонского наследства. В «Книге перемещения и чудес Бл. Онорины» (Liber translationis et miraculorum B. Honorinæ) сохранилась запись, о том, что 21 июня 1086 церковь Конфлана была сожжена сеньором Бушаром де Монморанси (domino de Montmorenceio Burcardo) в ходе войны с графом Матье Бомонским (comiti Matheo de Bellomonte). В результате Бушару удалось сохранить за собой Конфлан.
В 1090-е он вступил в конфликт с Адамом, аббатом Сен-Дени, из-за взимания сеньориальных выплат. Конфликт перерос в феодальную войну, и аббат, потерпевший в ней неудачу, принес жалобу королю. Дело было рассмотрено Филиппом I в Пасси, и королевский суд вынес решение в пользу аббата. Бушар не подчинился приговору, и принц Людовик организовал против него военную экспедицию. Собрав королевское войско, к которому присоединились отряды Симона II де Монфора, Роберта II Фландрского и Аделы Английской, графини Блуа и Шампани, Людовик в 1101 году выступил против Бушара, разорил его земли, а самого осадил в замке Монморанси. На стороне Бушара в этой войне выступили Матье I де Бомон и Дрё де Муши.
По словам Сугерия, Людовик принудил непокорного вассала сдаться и принять его условия, но Ордерик Виталий пишет, что принц потерпел под стенами замка Монморанси поражение из-за предательства своих союзников и вассалов, а в бою погибли два знаменитых крестоносца, Рембо Кретон и Ришар де Лье. Поскольку Сугерий писал панегирик королю Людовику, а Ордерик Виталий часто старался преувеличить неудачи французов, исход кампании остается неясным.
Позднее Бушар стал верным вассалом Людовика VI, выполнявшим для него различные поручения. В 1116 по его просьбе король утвердил дарение, сделанное сеньором де Монморанси аббатству Клюни.
В 1119, во время войны с Англией, Бушар безуспешно пытался отговорить Людовика давать сражение при Бремюле. В самой битве он храбро сражался, был взят в плен во время последней, решительной контратаки англичан, и препровожден в Нуайонский замок. В отличие от других пленных, Бушар и его кузен Эрве де Жизор были почти сразу же освобождены королём Генрихом; по словам Ордерика Виталия, из уважения к их мужеству и потому что они были вассалами обоих королей. Из других источников ничего не известно о фьефах, которые сеньор де Монморанси мог держать от Генриха.
Последнее упоминание о Бушаре относится к 1124 году, когда он выдал хартию, подтверждавшую прежние дарения, сделанные приории Сен-Мартен-де-Шан. Календарь епископальной церкви Амьена поминает его 12 января, а на основании записи в поминальной книге аббатства Нотр-Дам-дю-Валь существует предположение, что он мог умереть в Иерусалиме.

## Семья
1-я жена (до 1086): Агнесa де Бомон, дама де Конфлан-Сент-Онорин (ум. до 1105), дочь Ива II, графа де Бомон-сюр-Уаз
- Матье I де Монморанси (ум. 1160), сеньор де Монморанси, коннетабль Франции
- Тибо де Монморанси (ум. после 1147). Сопровождал короля Людовика VII в крестовом походе[11].
- Аделина (Эльвида) де Монморанси. Муж 1): Ги, сеньор де Гиз (ум. после 1124); 2): Генрих N

2-я жена (до 1105): Агнесa, дочь Рауля, сеньора де Понтуаз
- Эрме де Монморанси

3-я жена (после 1114/1117): Аделиза де Клермон, дочь Гуго, графа де Клермон-ан-Бовези, и Маргариты де Рамерю, вдова Гилберта Фиц-Ричарда де Клера, лорда де Клер и де Тонбридж
- Эрве де Монморанси (ум. после 1172), коннетабль Ирландии. Жена: Неста, дочь Мориса Фиц-Джеральда, лорда Лланстефана, Мейнута и Нейса
- Гуго
- Ги